# پسران صحرا
پسران صحرا (به انگلیسی: Sons of the Desert) فیلمی به کارگردانی ویلیام ای. سایتر و با شرکت استن لورل و اولیور هاردی. مدت فیلم۶۴ دقیقه و محصول ۱۹۳۳ آمریکا و به تهیه‌کنندگی هال روچ می‌باشد. از دیگر بازیگران این فیلم می‌توان به چارلی چیس، جیمی اوبری و می بوش اشاره کرد.

## داستان
لورل و هاردی برای شرکت در جلسات و مراسم انجمن پسران صحرا سوگند یاد می‌کنند اما همسران ایشان مخالف شرکت در یکی از این مراسم‌اند.